# 民族独立运动
民族独立运动，特指15世纪末期殖民主义在全世界传播以后，被殖民民族反抗欧洲，以及后来的北美洲、亚洲殖民帝国的行为，该独立运动激发了欠发达国家以及未建立国家体制的地区的民族意识，最终使得这些国家和地区演变为第三世界。
19世纪美洲独立运动
1791年，海地爆发了反对宗主国法国的起义，虽然被镇压，但影响深远。
1804年，海地再次爆发独立运动，发表海地独立宣言，成为拉丁美洲第一个独立国家以及近代第一个黑人建立的共和国。
此后，拉丁美洲各地区纷纷发起武装暴动，与殖民军作战。
大哥伦比亚（今哥伦比亚、委内瑞拉、厄瓜多尔、巴拿马）于1810年独立。
1810年9月16日，墨西哥发生多洛雷斯呼声事件，成为其民族独立运动的起点。
1816年，拉普拉塔联合省（今阿根廷）独立。同年，圣马丁从拉普拉塔联合省进军智利。
1817年，智利独立。
1819年，玻利瓦尔的军队在波亚卡击败西班牙殖民军，是为拉丁美洲独立运动爆发以来最大的军事胜利。
1821年，秘鲁、墨西哥独立。
1822年，巴西独立，由葡萄牙王室成员佩德罗组建巴西帝国，佩德罗成为巴西皇帝佩德罗一世。
1824年，阿亚库巧战役。
1823年，危地马拉、萨尔瓦多、洪都拉斯、尼加拉瓜、哥斯达黎加独立，联手组建中美联合省。
1825年，上秘鲁（今玻利维亚）独立。
1838年，中美联合省分裂为5国。
1844年，多米尼加独立。拉丁美洲独立运动暂告一段落。
20世纪非洲独立运动
苏丹：1881年爆发马赫迪起义，反抗埃及与英国对其殖民统治。1885年喀土穆战役后占领英国苏丹总督府，击毙总督戈登。1900年，起义失败。
埃塞俄比亚：1896年在阿杜瓦战役中击败意大利军队，成为近代非洲国家独立前唯一一次战胜欧洲人的大型战役。
南非：布尔战争，荷兰裔南非人（布尔人）与入侵的英国开普殖民地军队作战（19世纪初——1902年），最终失败。英国于1910年建立南非联邦。
亚洲独立运动